# Omalovánka

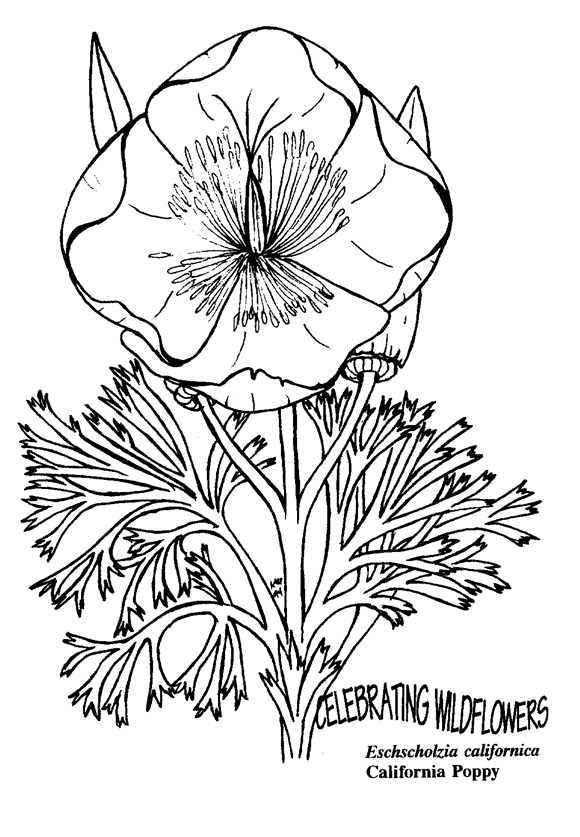
Sluncovka kalifornská na stránce omalovánek

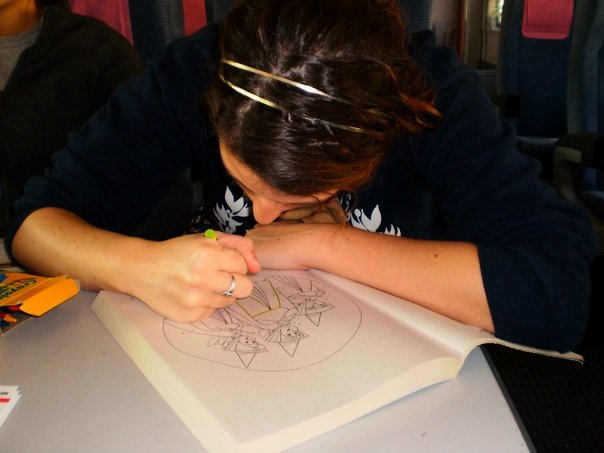
Dítě vybarvující omalovánky

Omalovánka je obrázek (čárová kresba), který obsahuje pouze obrysové linky objektu. Uživatel má pak za úkol jej vybarvit nebo jinak doplnit barvami a obrázek tak podle své představy dotvořit.
Tradiční omalovánky jsou papírové a barvy se do nich doplňují pastelkami, voskovkami nebo vodovkami. S rozvojem počítačů se objevily též omalovánky dotvářené v prostředí počítačového programu, ve kterém může uživatel doplňovat barvy virtuálním štětcem nebo použitím funkce „plechovka“, která najednou barvou vyplní celou označenou uzavřenou oblast.

## Výukový a psychologický efekt
Omalovánky jsou oblíbenou zábavou zejména u dětí, kterým napomáhají rozvíjet řadu dovedností a schopností. Samotné malování má vliv zejména na jemnou motoriku ruky. Děti se takto učí i barvy. Témata omalovánek mohou být čistě zábavná, ale i vzdělávací, a děti se tak jejich prostřednictvím vedle techniky malování mohou učit i tomu, jak různé objekty vypadají, nebo získávat nové poznatky z nejrůznějších oborů (charakteristické znaky malovaných rostlin, částí lidského těla apod.).
Kromě výukových cílů se omalovánky používají také v psychologii jako jeden z terapeutických prostředků, např. ke zmírnění šoku nebo odbourání stresu. Psychologové používají omalovánky také v diagnostice k ověření nejrůznějších psychických chorob (např. autismu), a to zejména na základě používaných barev.